# 通学沿線 気になるあのコ
通学沿線 気になるあのコ（つうがくえんせん き- ）は、1970年代後半に民放のAMラジオ局で放送されていたラジオ番組（正確には一コーナー。後述）である。花王の単独提供番組であったが、一部の局では異なる提供スポンサーがついていた。

## 番組形態
いわゆる「企画ネット番組」の形態を取っていたが、多くの局では独立した番組ではなく、1970年代後半に流行したDJ番組に内包される一コーナーであった。よって、パーソナリティも、全体の番組を担当する者が兼ねていた。

## 放送内容
企画ネット番組として各局で自主制作されていたこともあり、番組タイトルと、番組テーマソングが「気になるあのコ」であったこと以外については、内容は局ごとにバラバラであった。ただし、一部の局においては「人探し」をメインとし、言わばラジオ版の「プロポーズ大作戦」の形を取っていた。以下は、そのケースについて記す。
- タイトルのとおり、通学中に「気になるあのコ」を見かけ、「あのコ」（多くは女の子だったが、男の子の場合もあった）と知り合いになりたいと思ったリスナーが、番組にハガキで投書する。
- ハガキには、「○○線の△△駅から、毎朝８時頃に乗ってくる☆☆高校の制服を着た彼女」のように、「気になるあのコ」の特徴と、「あのコ」に対する思いを記す。
- ハガキが採用になると、スタッフが「あのコ」を探す。
- 番組放送日には、まずはハガキを投書したリスナーにパーソナリティが電話をかける。そこで改めて、「あのコ」の特徴や、「あのコ」に対する思い入れ、さらには「あのコにはどういうことを言いたいか」などを、パーソナリティが聞き出す。
- 一通りの話が終わった後に、パーソナリティが「あのコ」について「見つかりました」又は「見つかりませんでした」と発表する。
- 「見つかりました」の場合、その場で「あのコ」にも電話をかける。そして、パーソナリティが一通りの説明を行った後、ハガキを書いたリスナーと「あのコ」とで、直接の会話をさせる。
- 会話の後に、パーソナリティが先ほど聞きだした「言いたいこと」をリスナーから直接言わせる。その多くは「友だちになってください」であり、今度は「あのコ」にそれに対するOKかNGかの回答を求めた。OKの場合には、後から番組から双方に連絡先が伝えられた。
- 出演した双方には、スポンサーである花王からシャンプーなどの商品が贈られた。
- ただし、時折「見つかりましたが、番組への出演は断られました」ということもあった。理由としては「両親が厳しい」「学校が厳しい」「既に恋人が居る」が多かった。
- 一方、「見つかりませんでした」という結果に終わる場合もあった。その多くは「リスナーからの情報に該当する人がいなかった」「情報が曖昧で、特定できなかった」というものだった。

## 放送されていた局
- IBC岩手放送
- rfc ラジオ福島
- JOQR文化放送（電リク'77内）
- BSN 新潟放送
- SBS 静岡放送
- 東海ラジオ放送
- KBS 京都放送（日本列島ズバリリクエスト内）
- MBS 毎日放送（ヤングタウン内）
- RSK 山陽放送
- RKB毎日放送（スマッシュ!!11内）

## 備考
2008年7月12日に放送された「探偵!ナイトスクープ」に、この番組の主題歌である「気になるあのコ」を歌っていた「麻里絵」を探して欲しいという依頼が取り上げられた。